# Stenderup Sogn (Vejen Kommune)
 For alternative betydninger, se Stenderup Sogn. (Se også artikler, som begynder med Stenderup Sogn)
Stenderup Sogn er et sogn i Malt Provsti (Ribe Stift).
Stenderup Kirke blev i 1902 indviet som filialkirke til Føvling Kirke. Stenderup blev så et kirkedistrikt i Føvling Sogn, som hørte til Malt Herred i Ribe Amt. Føvling sognekommune inkl. kirkedistriktet blev ved kommunalreformen i 1970 indlemmet i Holsted Kommune, der ved strukturreformen i 2007 indgik i Vejen Kommune.
Da kirkedistrikterne blev nedlagt 1. oktober 2010, blev Stenderup Kirkedistrikt udskilt som det selvstændige Stenderup Sogn.
Stednavne, se Føvling.